# World Federation of Independent Scouts
World Federation of Independent Scouts (WFIS) är en NGO-organisation som organiserar ett antal scoutorganisationer världen över som betecknar sig som självständiga och därmed inte tillhör någon av de två världsorganisationerna, WOSM eller WAGGGS.